# Tháng 8 năm 2007
Trang này liệt kê những sự kiện quan trọng vào tháng 8 năm 2007.

## Thứ tư, ngày1 tháng 8
- Một chiếc cầu xa lộ ở Minneapolis, Minnesota (Hoa Kỳ) bị sụp vào sông Mississippi vào giữa giờ cao điểm.

## Thứ bảy, ngày4 tháng 8
- NASA phóng lên tàu vũ trụ Phoenix trên tên lửa Delta II để bắt đầu chuyến bay tới Sao Hỏa.
- Một ống dẫn khí tự nhiên từ Thổ Nhĩ Kỳ đến Hy Lạp được xây xong, làm cho có thể dẫn khí tự nhiên từ Cận Đông đến châu Âu.

## Thứ hai, ngày13 tháng 8
- Minagawa Yone (Nhật) qua đời, thọ 114, làm Edna Parker (Mỹ), chỉ trẻ hơn 106 ngày, thành người đang sống già nhất trên thế giới.

## Thứ năm, ngày16 tháng 8
- Một trận động đất cường độ 8,0 trong thang độ lớn mô men gần bờ biển Peru làm thiệt mạng gần 500 người và làm hàng ngàn người bị thương.
- Giá cổ phần tiếp tục xuống ở những thị trường châu Á do khủng hoảng thế chấp rủi ro (subprime mortgage financial crisis); Hàn Quốc, Indonesia, và Philippines bị ảnh hưởng nặng nề nhất.

## Thứ ba, ngày21 tháng 8
- Siêu bão Dean sau khi tràn qua các quốc gia vùng Caribe đã mạnh lên thành bão cấp 5 và đổ bộ vào bán đảo Yucatan của México.

## Thứ hai, ngày27 tháng 8
- Bộ trưởng Tư pháp Hoa Kỳ Alberto Gonzales tuyên bố từ chức.

## Thứ ba, ngày28 tháng 8
- Abdullah Gül nhậm chức tổng thống thứ 11 của Thổ Nhĩ Kỳ.